# Damián Lizio
Damián Lizio (* 30. Juni 1989 in Florida, Provinz Buenos Aires) ist ein bolivianisch-argentinischer Fußballspieler.

## Vereinskarriere
Lizio stammt aus der Talenteschmiede von River Plate, wo er sämtliche Jugendabteilungen durchlief. Schon früh als großes Talent gehandelt, debütierte er am 10. November 2007 als 18-Jähriger im Spiel gegen den Club Atlético Huracán in der A-Mannschaft von River Plate. Er wurde beim Stand von 1:0 für seinen großen Konkurrenten im Verein, den um knapp 1 Jahr älteren Diego Buonanotte eingewechselt und erbrachte eine starke Leistung. River gewann mit 2:1 und Lizio fand sich am nächsten Tag in diversen argentinischen Zeitungen als einer der besten Spieler wieder. 
In Folge hatte er das Pech, dass Buonanotte im Verlauf der Spielzeit zum größten Talent des Vereins avancierte und sich mit Alexis Sánchez ein weiteres großes Talent auf seiner Position im Kader von River Plate befand. Er absolvierte in der Apertura 2007 lediglich einen weiteren Einsatz, in der Saison 2008 stand er zwar im A-Team Kader, wurde jedoch lediglich in der zweiten Mannschaft von River eingesetzt.
Zu Beginn der Saison 2009 schaffte er zwar wieder den Sprung in den A-Kader, wurde aber kurz darauf in die spanische Segunda División an FC Córdoba verliehen. Córdoba war während der Campeonato Sudamericano Sub-20 auf ihn aufmerksam geworden, in der er für Argentinien teilnahm. 
Gleich nach Ankunft in Córdoba zog er sich in einem Testspiel einen Meniskuseinriss zu, wodurch er bis zum November 2009 verletzungsbedingt ausfiel. Mitte 2010 kehrte er zu River Plate zurück, wechselte aber schon bald zu Anorthosis Famagusta nach Zypern. Anfang 2011 verpflichtete ihn der bolivianische Club Bolívar. Mit seiner Mannschaft konnte er im Jahr 2011 die bolivianische Meisterschaft gewinnen. Anfang 2013 verlieh ihn der Klub für ein halbes Jahr an Club Atlético Unión nach Argentinien. Nach dem Abstieg 2013 kehrte er zurück und wurde umgehend für ein halbes Jahr an al-Arabi nach Kuwait ausgeliehen. Anfang 2014 kehrte er zurück und spielte er halbes Jahr für Bolívar, bevor er auf Leihbasis für eine Spielzeit zu CD O’Higgins nach Chile wechselte. In den folgenden Jahren wurde er zwei weitere Male ausgeliehen, bevor sein Vertrag Mitte 2018 endete.
Lizio war in der Folge ein halbes Jahr ohne Verein, bevor er sich Anfang 2019 dem indonesischen Verein Persebaya Surabaya anschloss. Seit Anfang 2020 steht er bei Royal Pari in der zweiten bolivianischen Liga unter Vertrag. Weitere Stationen waren die bolivianischen Clubs Jorge Wilstermann und Real Santa Cruz sowie die argentinischen All Boys. Seit Mitte 2023 ist Lizio ohne Vertrag.

## Nationalmannschaft
Mit Argentiniens U-20-Nationalmannschaft nahm er im Januar 2009 an der Campeonato Sudamericano Sub-20, der U-20-Südamerikameisterschaft teil. Ihm wurde die Ehre zuteil, das Trikot mit der in Argentinien so wichtigen Nummer 10 zu tragen. 
Als Favorit ins Turnier gestartet, enttäuschte Argentinien im Verlauf dessen und belegte in der zweiten Gruppenphase lediglich den letzten Platz. Lizio, der eigentlich nur für Pablo Piatti nachnominiert wurde, der von seinem Verein keine Freigabe für Argentinien bekam, war einer der wenigen Lichtblicke der Mannschaft.
Zwischen 2014 und 2016 kam Lizio insgesamt elf Mal in der bolivianischen Nationalmannschaft zum Einsatz.

## Erfolge
- 1 × Argentinischer Meister (Clausura): 2008
- 1 × Bolivianischer Meister: 2011